# Snellegem
Snellegem est une section de la commune belge de Jabbeke située en Région flamande dans la province de Flandre-Occidentale. C'était une commune à part entière avant la fusion des communes de 1977.

## Démographie

### Évolution démographique
- Sources : INS, Rem. : 1831 jusqu'en 1970 = recensements, 1976 = nombre d'habitants au 31 décembre[2].

|  | L'origine du blason de Snellegem n'est pas connue avec précision. Les coquilles Saint-Jacques apparaissent au XVIe siècle sur la plus vieille illustration connue des armoiries du village. Elle ne montre alors que six coquillages sur fond rouge. Par la suite, en 1735, deux lions sont ajoutés comme support. Le fond de gueules n'apparaît qu'au XVIIIe siècle et c'est cette couleur qui est reprise en 1843. Blasonnement : Blason village be Snellegem.svg - Arrêté royal : 11 avril 1843 Source du blasonnement : Blason de Snellegem sur le site Heraldry-wiki.com |